# Българска армия (вестник)
Вижте пояснителната страница за други значения на Българска армия.
„Българска армия“ е български вестник, официално издание на Министерство на отбраната. Информационният център на Министерството на отбраната отговаря за издаването на вестника на ежеседмична база. Като свои цели вестник „Българска армия“ посочва „да отразява и популяризира българското военно дело, да защитава честта и достойнството на българския воин“.

## История
Според официалния сайт на изданието то е продължител на излезлия за първи път на 14 февруари 1892 г. вестник „Военни известия“, който през годините променя няколко пъти наименованието си. Това го прави най-старият институционален военен вестник в Европа, а в света по-стар е само американският военен вестник „Звезди и нашивки“ („Stars and Stripes“), който започва да се печата по време на Гражданската война (1861 г.), но в историята му има големи прекъсвания, докато българското военно издание никога не е спирало дейност.
Според информация от Военния музей вестникът е основан през 1944 г. На 14 септември 1944 г. следобед излиза първият брой на вестник „Народна войска“, който първоначално се издава като ежедневник. Екипът е от двама души – Стойне Кръстев и Милко Григоров, които следват Първа българска армия по бойните полета през заключителната фаза на Втората световна война. Първият брой се състои от две страници и е отпечатан в печатниците на тогавашните вестници „Утро“ и „Дневник“ на бул. „Княз Александър Дондуков“ № 82 в София. Логото на вестник „Народна войска“ е нарисувано от Борис Ангелушев.
През ноември 1944 г. ръководството на Военното министерство определя поета майор Веселин Андреев за първи главен редактор на вестника. От април 1948 г. изданието става орган на българската армия, а от 28 септември 1949 г. е орган на Министерството на народната отбрана. На 30 април 1952 г. е преименуван от „Народна войска“ на „Народна армия“, а от 27 май 1992 г. носи сегашното си наименование „Българска армия“.
През годините множество изтъкнати български писатели, поети и историци сътрудничат на военното издание, сред тях са Иван Вазов, Кирил Христов, Антон Страшимиров, Елин Пелин, Йордан Йовков, Георги Райчев, Теодор Траянов, Ламар, Николай Райнов, Павел Вежинов, Веселин Ханчев, Радой Ралин, Павел Вежинов, Панталей Зарев, Михаил Лъкатник, капитан Ефрем Каранфилов.
Вестник „Българска армия“ е достъпен електронно на официалния си сайт и безплатно на хартиен носител в различни структури на Министерството на отбраната.